# Gymnocrotaphus curvidens
Gymnocrotaphus curvidens es una especie de peces de la familia Sparidae en el orden de los Perciformes.

## Morfología
• Los machos pueden llegar alcanzar los 50 cm de longitud total.

## Distribución geográfica
Se encuentra en las  costas del sureste del  Atlántico: es una especie  endémica de Sudáfrica.